# Antineuràlgic
Un antineuràlgic és un medicament que combat la neuràlgia.

## Plantes amb efecte antineuràlgic
- La tora blava, per l'alta toxicitat de l'aconitina, un verí mortal adhúc en petites dosis, ja no es fa servir.[2]
- El gelsemi
- El card marià